# کلیویو
کلیویو (به ایتالیایی: Clivio) یک کومونه در ایتالیا است که در استان وارزه واقع شده‌است.

## خصوصیات
کلیویو ۲٫۹ کیلومترمربع مساحت و ۲٬۰۱۰ نفر جمعیت دارد.